# Ruota di Santa Caterina
Ruota di Santa Caterina è un termine utilizzato in araldica per indicare la ruota armata di lame per tortura che, secondo la tradizione, sarebbe stata utilizzata per il supplizio di santa Caterina d'Alessandria nel IV secolo.

Di rosso, alla ruota di Santa Caterina d'argento, rotta in alto, caricata da una santa Caterina tenente una spada nella mano destra e un libro aperto con la mano sinistra alzata, il tutto d'oro (stemma di Kaarina, Finlandia)
Di rosso, alla ruota di Santa Caterina d'oro (St Catharine's College, Regno Unito)
Stemma di Altena, Germania